# Koninginnengelei
Koninginnengelei (ook nog koninginnenbrood, koninginnenbrij of bijenmelk genoemd) is het mengsel dat wordt gegeven aan bijenlarven. De larve die werd gekozen als toekomstige koningin, zal in verhouding tot de andere larven veel grotere hoeveelheden krijgen, wat nodig is voor haar ontwikkeling.

## Samenstelling
Koninginnengelei bestaat uit 66% water, 12,3% eiwit, 12,5% suiker, 5,5% vet en kleine hoeveelheden van meerdere vitamines (met name vitamine B1, B2, B3, B6, B8, B11, B12), mineralen en hormonen. Deze vitamines, mineralen en hormonen worden gemaakt in een speciale klier van de bijenwerksters. Deze klieren bevinden zich in de kop van de werkbij.

## Gebruik
Koninginnengelei is ook voor menselijke consumptie in de handel en er worden diverse goede eigenschappen aan toe geschreven, zo zou het verjongend en versterkend werken.
Deze eigenschappen worden verondersteld omdat bijenlarven die veel koninginnengelei krijgen zich tot koningin ontwikkelen en een veel langere levensduur (5 jaar) heeft dan een werkbij (enkele maanden).
De langere levensduur moet dus wel toe te schrijven zijn aan de koninginnengelei. Dit is echter niet klinisch bewezen.
Hierbij wordt voorbijgegaan aan het feit dat een koningin vrijwel niet vliegt en dat een werkbij sterft door slijtage van de vleugels. Bovendien is het feit dat de larve zich tot koningin ontwikkelt waarschijnlijk vooral te danken aan het feit dat ze minder pollen en nectar eet dan andere bijen. 
Sterker nog: koninginnengelei kan voor sommige mensen zelfs ongezond en gevaarlijk zijn: consumptie kan een allergische reactie uitlokken.

## Trivia
- De Britse auteur Roald Dahl schreef een enigszins luguber verhaal over koninginnengelei: 'Royal jelly'.